# Try
Try (ensayo en España) es la manera de marcar mayor cantidad de puntos en un partido de rugby. El try es anotado cuando un jugador apoya el balón detrás de la línea de meta (in-goal) del equipo rival o sobre ella. El try vale cinco puntos y habilita al equipo que lo marcó a patear un tiro de conversión a la altura donde fue apoyado, que de completarse correctamente suma dos puntos adicionales.
Si a juicio del árbitro un equipo podría haber marcado un try pero fue impedido por juego sucio del rival, se otorga un try penal, con valor de siete puntos.